# Bolleville (Seine-Maritime)
Bolleville település Franciaországban, Seine-Maritime megyében. Lakosainak száma 590 fő (2022. január 1.). Bolleville Beuzevillette, Foucart, Lanquetot, Raffetot, Trouville, Yébleron és Terres-de-Caux községekkel határos.

## Népesség
A település népességének változása:
| Lakosok száma | 604  | 599  | 592  | 580  | 578  | 581  | 579  | 585  | 590  |
|               | 2013 | 2015 | 2016 | 2017 | 2018 | 2019 | 2020 | 2021 | 2022 |